# Thecostraca
Thecostraca è una sottoclasse di crostacei marini contenente circa 1 320 specie. Molte specie di questi invertebrati hanno larve planctoniche che da adulte diventano sessili o parassitiche.
Il sottogruppo più importante sono i cirripedi (infraclasse Cirripedia), che rappresentano circa 1 220 specie conosciute.

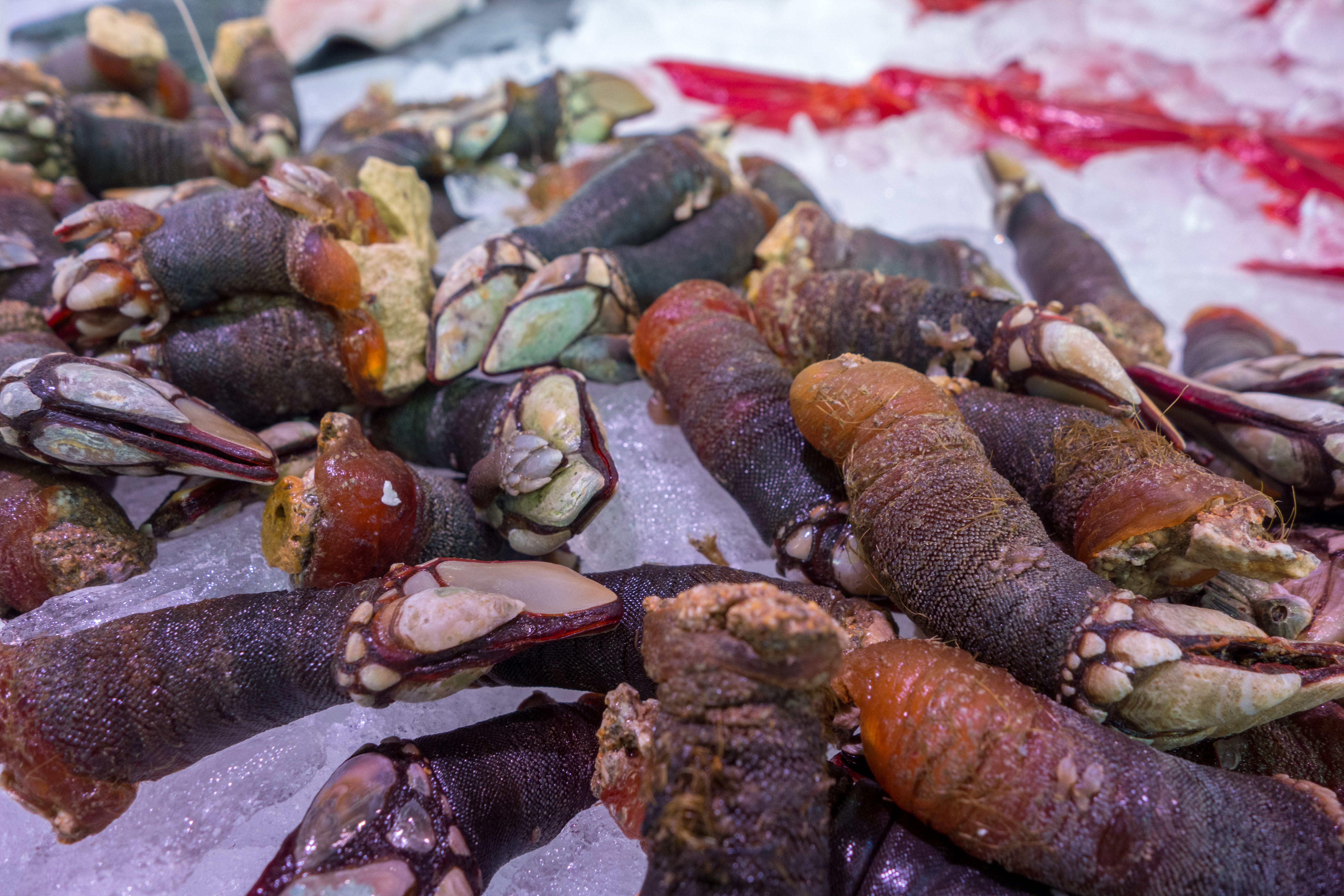
Pollicipes pollicipes pescati in Spagna.

Il sottogruppo Facetotecta include un unico genere, Hansenocaris, noto solo per i minuscoli naupli planctonici chiamati "y-larve". Queste larve non hanno una forma adulta nota, sebbene si sospetti che abbiano uno stile di vita parassitico. Alcuni ricercatori ritengono che possano essere tantulocaridi allo stadio larvale, i quali non sono ancora conosciuti alla scienza, e quindi questa ipotesi risolverebbe due enigmi contemporaneamente.
Il gruppo Ascothoracida contiene circa 100 specie, tutti parassiti di celenterati ed echinodermi.

## Tassonomia
La seguente classificazione tassonomica segue Martin e Davis nel collocare i Thecostraca come sottoclasse dei Maxillopoda.
Sottoclasse Thecostraca Gruvel, 1905
- Infraclasse Facetotecta Grygier, 1985
- Infraclasse Ascothoracida Lacaze-Duthiers, 1880

- Ordine Laurida Grygier, 1987
- Ordine Dendrogastrida Grygier, 1987

- Infraclasse Cirripedia Burmeister, 1834
  - Superordine Acrothoracica Gruvel, 1905
    - Ordine Pygophora Berndt, 1907
    - Ordine Apygophora Berndt, 1907

  - Superordine Rhizocephala Müller, 1862
    - Ordine Kentrogonida Delage, 1884
    - Ordine Akentrogonida Häfele, 1911

  - Superordine Thoracica Darwin, 1854
    - Ordine Pedunculata Lamarck, 1818
    - Ordine Sessilia Lamarck, 1818